# Luksemburška palača
Luksemburška palača (francosko Palais du Luxembourg) se nahaja na ulici 15 rue de Vaugirard v 6. okrožju Pariza. Originalna je bila zgrajena (1615–1645) po načrtih francoskega arhitekta  Salomona de Brosseja kot kraljeva rezidenca regentke Marije Medičejske, matere Ludvika XIII.. Po revoluciji jo je Jean Chalgrin preoblikoval (1799–1805) v zakonodajno zgradbo in jo nato Alphonse de Gisors močno razširil in predelal (1835–1856). Od leta 1958 je bil sedež francoskega senata Pete republike.
Takoj zahodno od palače na rue de Vaugirard je Petit Luksemburg, zdaj prebivališče predsednika senata, in še nekoliko zahodno v nekdanji oranžeriji je Musée du Luxembourg. Na južni strani palače formalni Luksemburški park predstavlja 25 hektarjev zelenih parterjev peska in trat, poseljenega s kipi in velikimi vodnjaki z vodo, kjer otroci spuščajo modele čolnov.

## Zgodovina
Po smrti Henrika IV. leta 1610 je njegova vdova, Marija Medičejska, postala regentka za njenega sina Ludvika XIII. Ko je dobila veliko bolj močan položaj, se je odločila, da bo postavil zase novo palačo, ki je mejila na stari hôtel particulier v lasti Françoisa de Luxembourga, vojvoda Piney, in ki se zdaj imenuje Petit Luksemburg in je rezidenca predsednika francoskega senata.
Marija Medičejska je želela stavbo podobno palači Pitti v rodnih Firencah in v ta namen poslala v Firence arhitekta Métezeau (bodisi Louis Métezeau ali njegovega brata Clémenta Métezeauja), naj pridobi podrobne risbe zgradbe.
Leta 1612 je kupila Hôtel de Luxembourg in njegovo dokaj obsežno področje in naročila novo stavbo, ki jo leta 1615 označila kot svojo palačo Medici. Konstrukcija in oprema sta bili njen velik umetniški projekt, vendar ni nič ostalo do danes v notranjosti, kot je bilo ustvarjena za njo, razen nekaj arhitekturnih fragmentov v Salle du Livre d'Or. Skupine slik, ki jih je naročila, po vsebinah, za katere je zahteve izrazila prek svojih zastopnikov in svetovalcev, so razpršene med muzeji.
Marija Medičejska je namestila svoje gospodinjstvo leta 1625, medtem ko se je delo v notranjosti nadaljevalo. Apartmaji v desnem krilu, na zahodni strani so bili rezervirani za kraljico in ujemajoči prostori na vzhodu, za sina, Ludvika XIII., ko je bil na obisku.
Štiriindvajset platen cikla Marie de 'Medici, serija, ki jo je naročila pri  Rubensu, je bilo nameščenih v Galerie de Rubens v glavnem nadstropju zahodnega trakta. Serija slik narisana za njen kabinet Cabinet doré ('pozlačenih študija') je bila pripisana Anthony Bluntu leta 1967.
Galerija v vzhodnem krilu je bila namenjena za prikazovanje slik praznovanja Henrika IV.. Zgradbe s hlevi in delavnicami, ki so bile načrtovane na obeh straneh paviljonov z vhodi na ulici, so leta 1631 ostali nedokončani, ko je bila kraljica mati v novembru, po la journée des Dupes, odšla z dvora. Ludvik XIII. Je nato naročil dodatno dekoracijo za palačo  Poussinu in Philippu de Champaigne.
Leta 1642 je Marija zapustila Luksemburško palačo svojemu drugemu in najljubšemu sinu, Gastonu, vojvodi d'Orléans, ki jo je preimenoval v Palais d'Orléans, toda priljubljena je še vedno znana po svojem originalnem imenu.
Po Gastonovi smrti je palača prešla na njegovo vdovo, Marguerite de Lorraine, nato pa njegovo starejšo hčer iz prvega zakona, Anne, vojvodino de Montpensier, La Grande Mademoiselle. Leta 1660 je Anne de Montpensier prodala palačo mlajši pol sestri, Elisabeth Marguerite d'Orléans, vojvodina de Guise ki jo je v 1694, v zameno, dala bratrancu, kralju Ludviku XIV.
Leta 1715 je palača postala rezidenca Marie Louise Elisabeth d'Orleans, vojvodinje Berry (1695–1719). Vdova vojvodinja je bila notorično promiskuitetna, je imela ugled francoske Messaline, njena neznosna žeja jo je neusmiljeno poganjala za vse mesene užitke. Luksemburška palača in njeni vrtovi so tako postali oder, kjer je sijoče lepa princeska ustvarjala svoje ambicije, se ustoličila kot kraljica, obdana s svojim dvorom. V nekaterih bolj ekskluzivnih igrah je Madame de Berry igrala vodilno vlogo pri izdelavi »tableaux-vivants«, ki so predstavljali mitološke prizore in v katerem je igrala pohotno mlado osebo, ki je lažno predstavljala Venero ali Diano. V različnih satiričnih pesmih, kjer so jo imenovali »dama iz Luksemburga«, je skrila več nosečnosti, tiho odšla iz družbe, in rodila. Njen okus za močne likerje in njena čista požrešnost so povzročali škandale tudi na dvoru. 21. maja 1717 je Madame de Berry sprejela v Luksemburgu Petra Velikega. Carja je pozdravila sijajno oblečena v čudoviti večerni obleki, ki je razkazovala seksapilne prsi, kot tudi njen nagajiv obraz, a ni pomagal prikriti njene naraščajoče debelosti, saj je bila takrat v »zanimivi kondiciji«.
28. februarja 1718 je vojvodinja Berry pripravila čudovito zabavo za obisk njene tete, vojvodinje Lorraine. Celotna palača in njeni vrtovi so bili dovršeno osvetljeni. Razsipen banket je sledil plesu z maskami. Madame de Berry je pred svoje goste prišla z bleščečo podobo. Bila je nato v polnem sijaju svoje mladostne lepote in ponosa in ravnala, kot bi bila inkarnacija boginje ljubezni, veselja, lepote in čutnih užitkov. Vendar pa je malo več kot eno leto po tem veličastnem dogodku, luksemburška palača postala priča sramotni tragikomediji, ki se je končalo z neizprosnim propadom ošabne princese. Razburkano življenje Madame de Berry, »Venere luksemburške palače«, je kmalu spoznalo prezgodnji konec. 2. aprila 1719, po napornem štiridnevnem delu, je zaprta v majhni sobi v palači, mlada vdova rodila mrtvorojeno deklico, katere oče naj bi bil poročnik straže, grof Riom. Berryjina razuzdanosti in hrupno obnašanje je bilo zelo moteče, zato jo je skoraj ubil. Madame de Berry je zapustila Pariz in Luxksmburško palačo. Umrla je v svojem gradu v La Muette 21. julija 1719 in v skladu z mnenjem Saint-Simona, je bila spet noseča.
Leta 1750 je palača postala muzej, predhodnik Louvra in bila odprta dva dni na teden do leta 1779. Leta 1778 je palačo dal Comte de Provence svojemu bratu Ludviku XVI. V času francoske revolucije, je bil na kratko zapor, potem sedež Francoskega direktorija, in leta 1799 sedež Sénat conservateur in prvo prebivališče Napoleona Bonaparta, kot prvega konzula Republike Francije.

## Palača kot parlament
Med letoma 1799 in 1805 je arhitekt Jean Chalgrin spremenil palačo v zakonodajno zgradbo. Porušil je glavno centralno stopnišče (escalier d'honneur), ga nadomestil s senatno dvorano v prvem nadstropju, kjer je bila vgrajena ali uničenih kapelica Marije Medičejske na vrtni strani Corps de Logis (arhitekturni izraz za glavni blok velikega, običajno klasičnega dvorca ali palače). Chalgrin je dodal tudi spremljajoče terase in prostor za knjižnico. Obenem je v zahodnem traktu ustvaril neoklasicistično glavno stopnišče, enojno monumentalno ramo obdano z ikonskim stebriščem in prekrit s kasetiranim banjastim obokom, katerega izgradnja je povzročila uničenje dolge galerije, kjer so bile prej nameščene Rubensove slike.
V začetku leta 1835 je arhitekt Alphonse de Gisors dodal novo vrtno krilo vzporedno s starim corps de logis, posnemajoč videz prvotne fasade iz 17. stoletja tako natančno, da je težko razlikovati na prvi pogled staro od novega. Nova senatna dvorana je bila locirana kjer je bi bilo prej dvorišče.
Novo krilo vsebuje knjižnico (bibliothèque) s ciklom Delacroixovih slik (1845–1847). Leta 1850 je na zahtevo cesarja Napoleona III. Gisors ustvaril izjemno okrašeno Salle des Conférences (zgleduje se po Galerie d'Apollon Louvre), kar je vplivalo na obliko naslednjih uradnih prostorov drugega cesarstva, vključno s tistimi v Palais Garnier.
Med nemško okupacijo Pariza (1940–1944) je Hermann Göring vzel palačo za sedež Luftwaffe v Franciji, pri čemer zase razkošno zbirko prostorov za namestitev svojih obiskov v francoski prestolnici.
Njegov podrejeni, Luftwaffe feldmaršal Hugo Sperrle, je bil tudi nastanjen v Luksemburški palači in preživel večino vojne uživajoč razkošno okolico.
Palača je bila imenovana »močna točka« za nemške sile, ki so se borili za mesto v avgustu 1944, vendar je zaradi sklepa načelujočega generala Dietricha von Choltitza, da preda mesto brez boj, bila palača le minimalno poškodovana.
Od 29. julija do 15. oktobra 1946 je bila Luksemburška palača mesto pogovorov o pariški mirovni konferenci.

## Galerija
- Južna fasada in vrtni vodnjak
- Pogled na Luksemburški park
- V sončnem zahodu
- Panorama palače in vrtov
- Senatna dvorana
- Stopnišče